# Organisation der Napoleonischen Armee

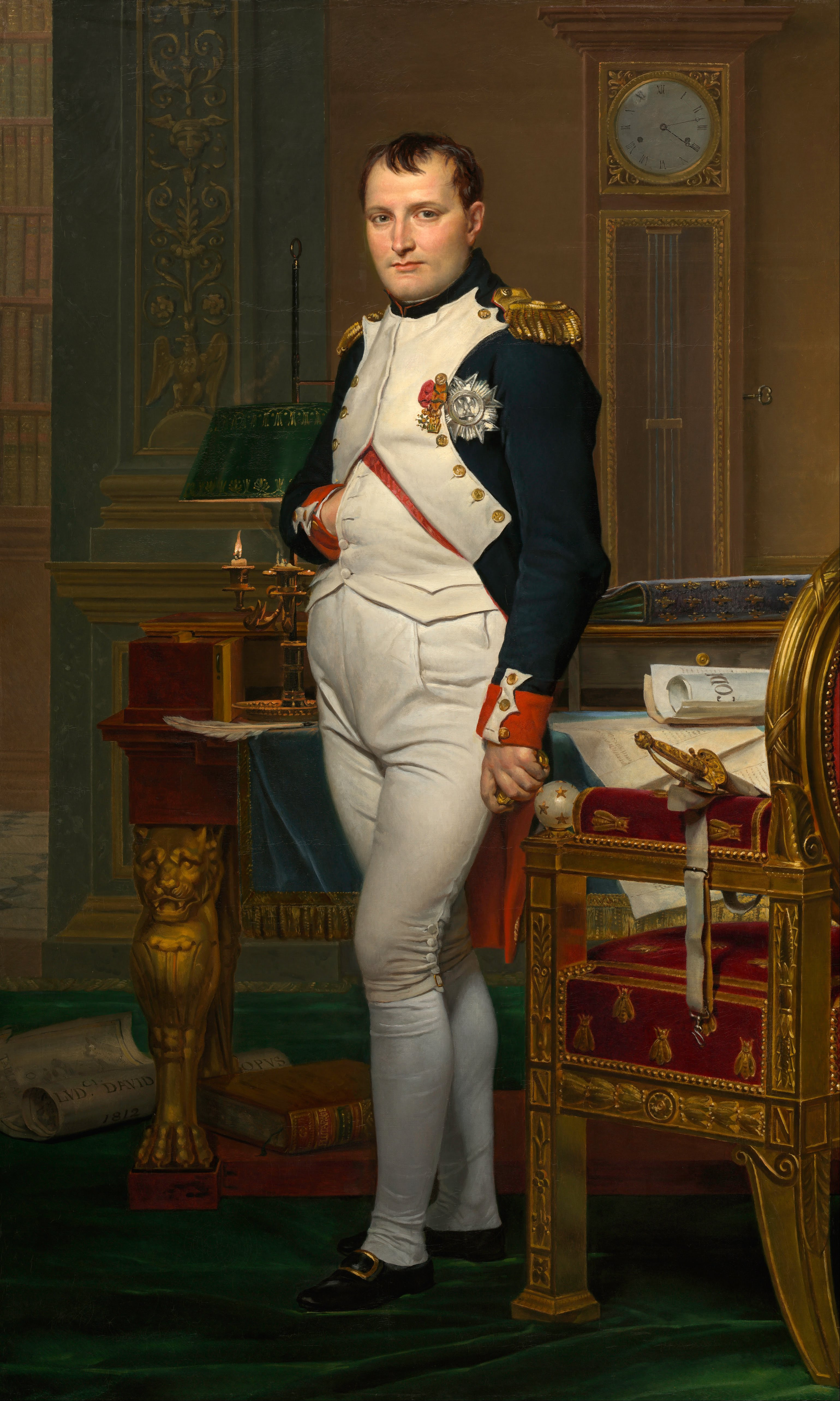
Der Oberkommandierende, Kaiser Napoleon (Gemälde von Jacques-Louis David, 1812)

Die Organisation der Napoleonischen Armee  (Armée Napoléonienne) betrifft die Infanterie, Kavallerie, die Artillerie, die Hilfsdienste und die Kommandostäbe.

## Kommando und Organisationsstruktur

### Das Große Hauptquartier
Obwohl in der Praxis andere höhere Stäbe die gleichen Aufgaben hatten, war dieses jedoch an die Person des Kaisers gebunden.

#### Der Kaiserliche Stab
Zum Kaiserlichen Stab gehörte alles Personal, das direkt dem Kaiser zugeordnet war, sowohl in Paris als auch auf dem Schlachtfeld. Er war in drei Abteilungen gegliedert:
- das kaiserliche Kabinett mit dem Sekretariat (zuständig auch für die Spionage und das Sammeln von Informationen über den Gegner), das Topographiebüro (Erstellung der Gefechtskarten, geleitet von Louis Albert Guislain Bacler d’Albe) und das Archiv (geleitet von Agathon Fain)
- der persönliche Stab des Kaisers, bestehend aus den kaiserlichen Aides de camp (Generäle aus allen Waffengattungen): Sie hatten den Kaiser über wichtige Punkte zu informieren, seine Anordnungen an die Kommandanten der Armeekorps weiterzugeben, zu überprüfen, dass die kaiserlichen Befehle ausgeführt wurden, und während der Schlachten gewonnene Erkenntnisse auszuwerten. Dazu zählten die Infanteristen Andoche Junot und Georges Mouton de Lobau, der Kavallerist Jean Rapp, der Artillerist Antoine Drouot oder der Pionier Henri-Gatien Bertrand. Die Anzahl der Aides de camp war auf 12 festgelegt, wobei jedem von ihnen eine Anzahl von Ordonnanzoffizieren zugeteilt war.
- die Kaiserliche Garde, zu der das Büro des Grand maréchal du palais (Großmarschall des Palastes) gehörte, bis zu seinem Tod 1813 Géraud Christophe Michel Duroc, danach Henri-Gatien Bertrand

#### Der Generalstab der Armee
Der Generalstab der Armee (Etat-major général de l’armée) war die oberste Kommandobehörde der Grande Armée, in der eine große Anzahl von spezialisierten Offizieren ihren Dienst taten. Von hier gingen die Befehle an alle Truppenteile.
Der Kaiser war ob der Genauigkeit und Zuverlässigkeit der Kommandobehörde sowie der Schnelligkeit und Genauigkeit der Meldungen besonders anspruchsvoll.
Kommandiert wurde der Generalstab von einem „Major général“ und bestand aus:
- dem Kabinett des Major général, aufgeteilt in vier Abteilungen – Sekretariat, Truppenbewegungen, Rechnungswesen und Information. Beschäftigt waren auch Zivilisten, pensionierte Offiziere und Kriegskommissäre (Commissaires des guerres).
- dem eigentlichen Stab des Major général, in dem die Aides de camp zusammengefasst waren. Es handelte sich um Offiziere, die den Auftrag hatten, die Befehle an die Kommandanten der Armeekorps weiterzuleiten. Die geforderten Qualitäten waren Energie, Kühnheit und Eigeninitiative, weil die Entfernungen, die die Hauptquartiere trennten, oft beträchtlich waren und weil es nicht selten gefährlich war, die Strecke in einem Gebiet zurückzulegen, das möglicherweise von feindlichen Patrouillen durchstreift wurde.
- aus drei Abteilungen für administrative Fragen, jede von einem Adjudant-commandant[2] geführt.

Der Major général war außerdem nach Kaiser Napoléon der stellvertretende Oberbefehlshaber des französischen Heeres. Eine solche Vertrauensstellung stellte sehr hohe physische und moralische Anforderungen. Er unterstand direkt dem Kaiser und nicht dem Kriegsminister.
Dieser Posten wurde nur von den beiden folgenden Soldaten bekleidet:
- 1805 bis 1814: Maréchal Louis-Alexandre Berthier
- 1815 (Herrschaft der Hundert Tage): Maréchal Nicolas Jean-de-Dieu Soult

## Infanterie
Es existierten zwei Arten der Infanterie, die Linieninfanterie (Infanterie de ligne) und die leichte Infanterie (Infanterie légère). Die „Infanterie de la Garde impériale“ unterschied sich nicht wesentlich davon, war jedoch eine Elitetruppe und führte dazu noch unterschiedliche Namen für ihre Untergruppierungen.

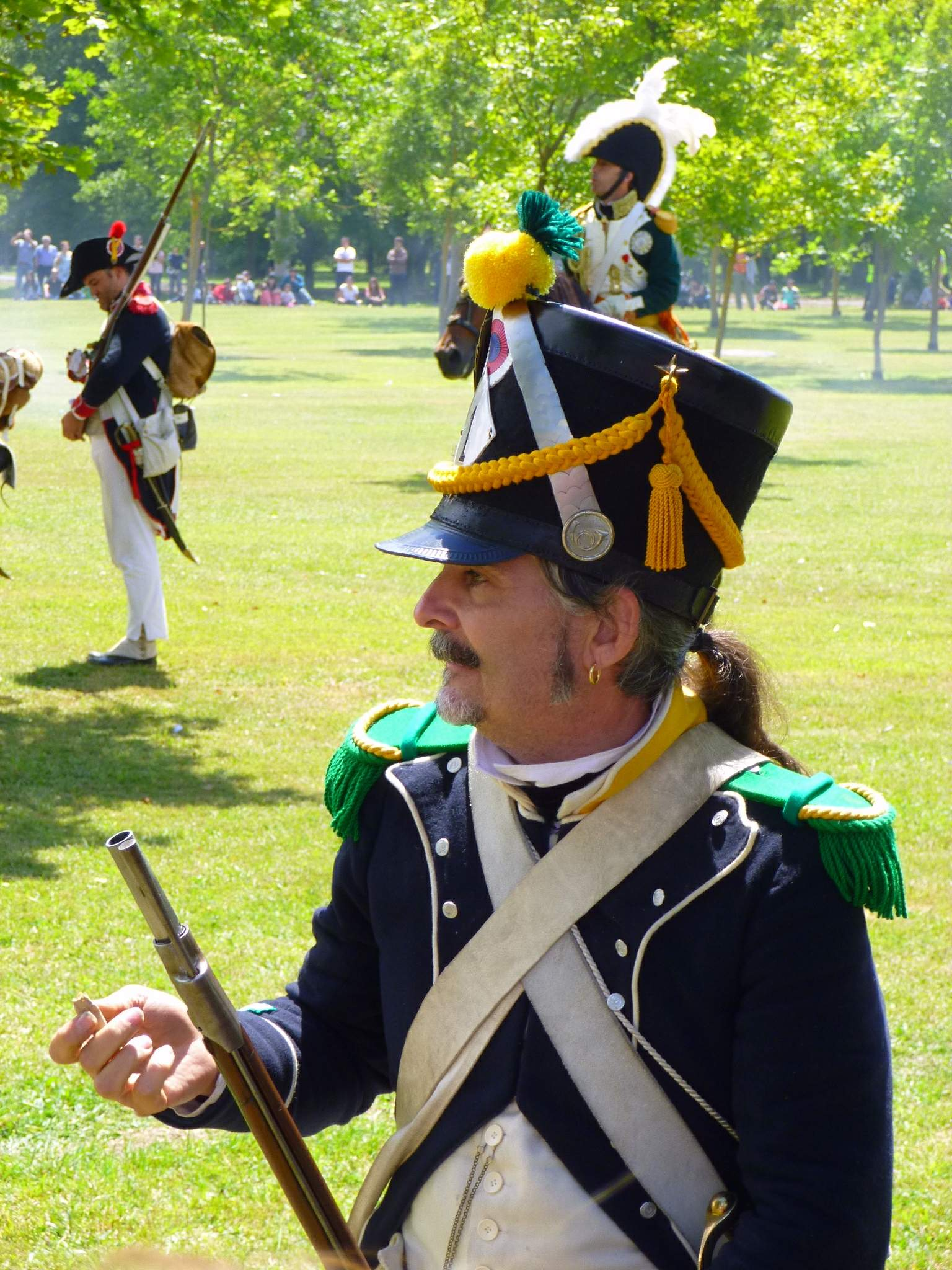
Voltigeur der leichten Infanterie

### Infanterie de ligne
Die Linieninfanterie war das Rückgrat der Truppen. Die Regimenter waren zwar von 1 bis 156 durchlaufend nummeriert, an die 20 Nummern waren jedoch nicht vergeben und wurden als „vacant“ bezeichnet.
Die Zusammensetzung der Regimenter variierte, sie bestanden jedoch generell aus zwei oder drei Bataillonen, gelegentlich auch aus vier oder fünf, wobei dann das 5. Bataillon immer ein Depotbataillon war.
Die Bataillone der Linie bestanden aus sechs Kompanien, davon zwei Elitekompanien (eine Grenadier- und eine Voltigeurkompanie) sowie vier Füsilierkompanien. In der Gefechtsordnung bildeten letztere das Zentrum, während die Grenadiere am rechten und die Voltigeure am linken Flügel aufgestellt wurden.
Die Füsilierkompanie hatte einen Sollbestand von
- 3 Offizieren: einen Capitaine, einen Lieutenant und einen Sous-lieutenant
- 5 Unteroffizieren: einen Sergent-major und vier Sergents
- 92 Mannschaften: einem Caporal-fourrier, acht Caporals, 80 Soldaten und zwei Trommlern

Die Elitekompanien hatten einen geringeren Sollbestand, und die Füsilierkompanien waren selten vollständig. Die Voltigeurs führten statt der Trommeln ein Kornett.
Die Grenadierkompanien der Linienregimenter ließen sich nicht direkt mit denen der kaiserlichen Garde vergleichen. Während die ersteren die Elite ihres Regiments waren, waren letztere die Elite der ganzen Armee. Im Gegensatz zu ihrer Bezeichnung führten die Grenadiere keine Granate mehr, sondern waren nur auf Grund ihres tapferen Verhaltens, einer mindestens vierjährigen Dienstzeit und einer entsprechenden Körpergröße dazu eingeteilt worden. Dazu trugen die Grenadiere der Linie nicht die Pelzmütze der Garde, sondern einen normalen Tschako, wenn dieser auch reichlicher verziert war als der der Füsiliere. Außerdem trugen sie Epauletten mit roten Fransen.
Die Voltigeurkompanien wurden erst 1805 aufgestellt. In der Theorie sollten die Voltigeure, die generell von kleinerem Wuchs waren, hinter Kavalleristen aufsitzen, so schnell zu Brennpunkten des Geschehens gebracht werden und so beweglicher sein als die übrige Infanterie. Napoléon war jedoch gegen diese Praxis, weil es die Kavallerie zweckentfremdete und sie so in ihrer eigentlichen Mission beeinträchtigte. Sie sollten dafür mit einem leichteren Gewehr ausgerüstet werden, was aber nur selten geschah. Nichtsdestoweniger zählten die Voltigeure zur Elite und erhielten einen höheren Sold. Ihre Uniformen hatten gelbe Kragen und ihre Epauletten grüne Fransen. Neben ihrer eigentlichen Aufgabe, die linke Flanke des Bataillons zu schützen, konnten sie auch als Kundschafter eingesetzt werden.

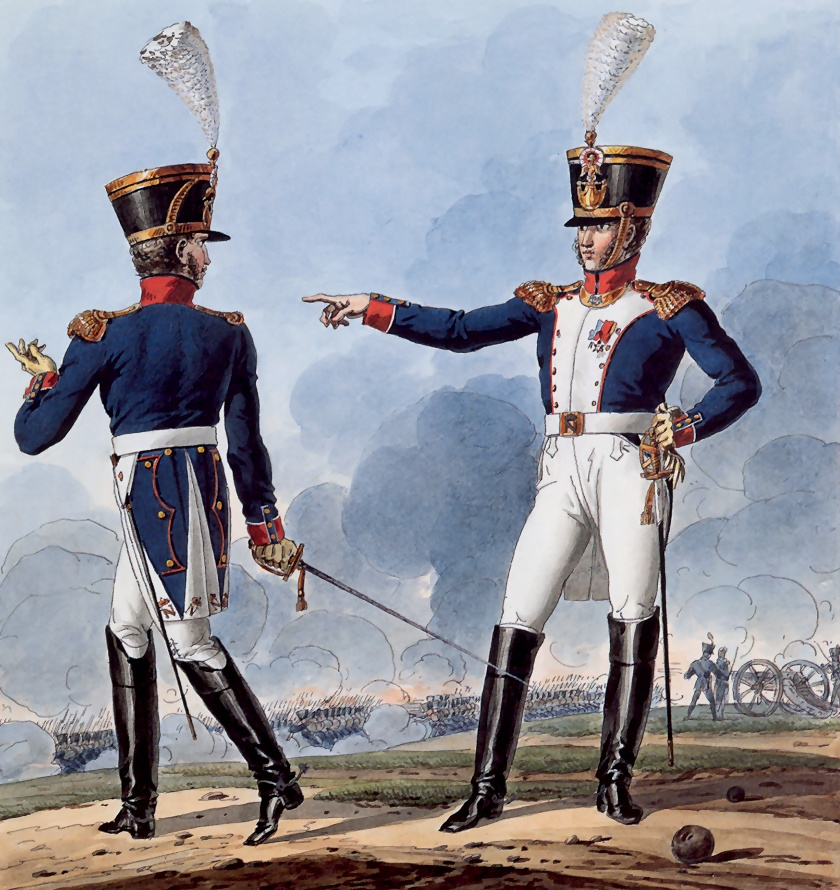
Chef de bataillon und Colonel der Linieninfanterie
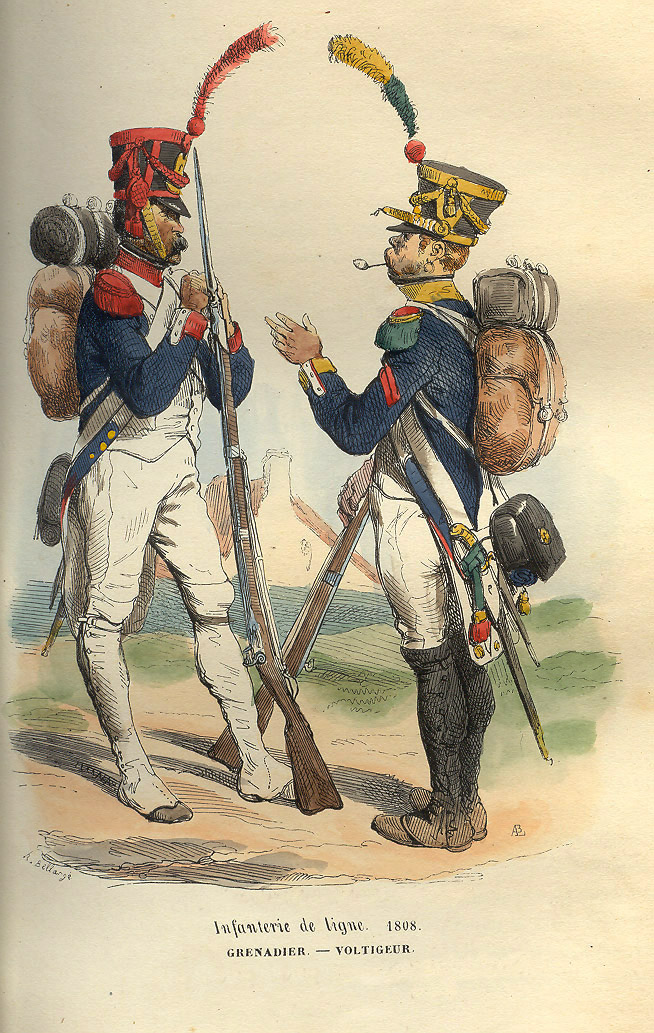
Grenadier und Voltigeur
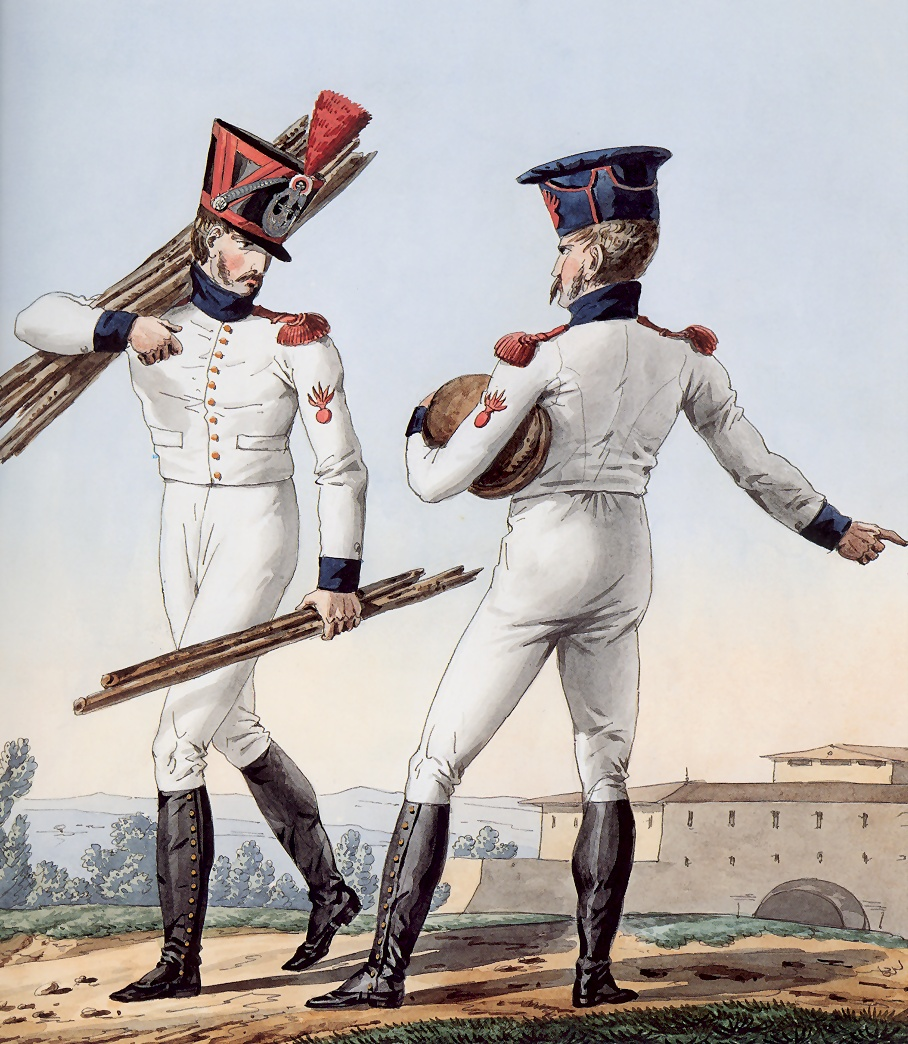
Grenadier der Linieninfanterie
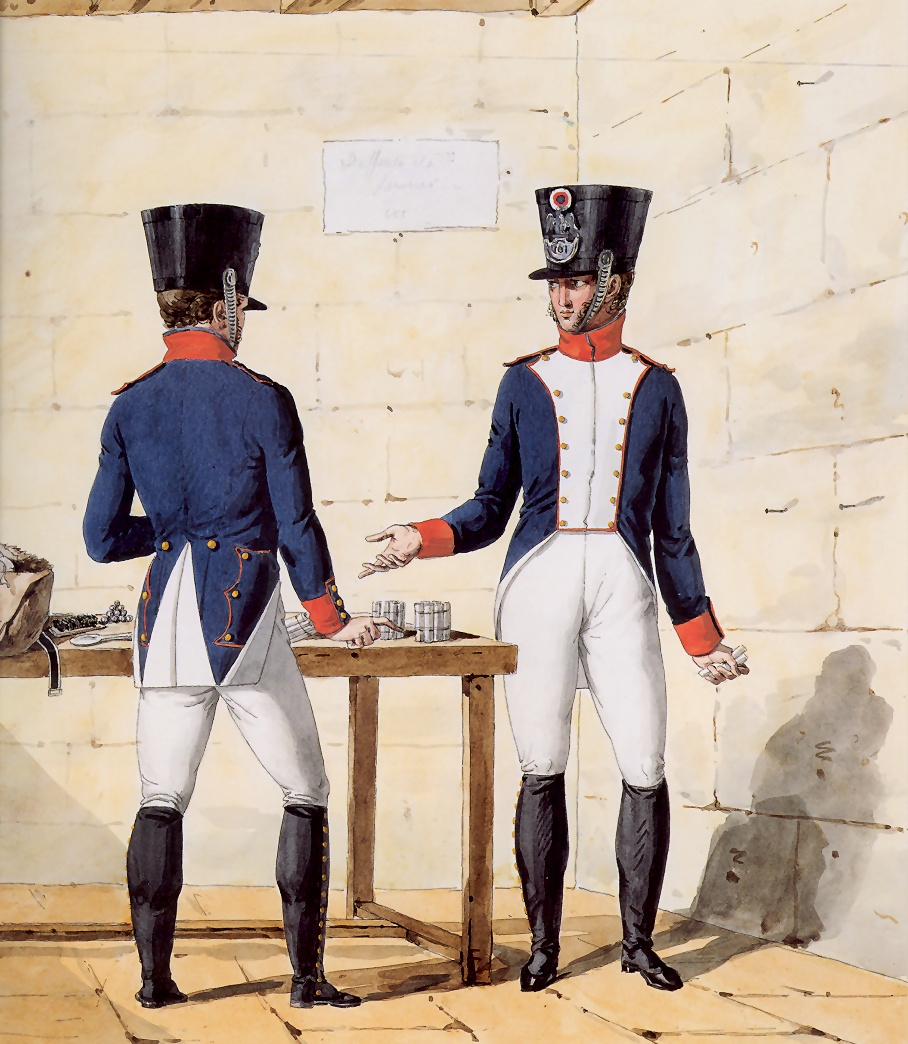
Linieninfanterie

### Leichte Infanterie

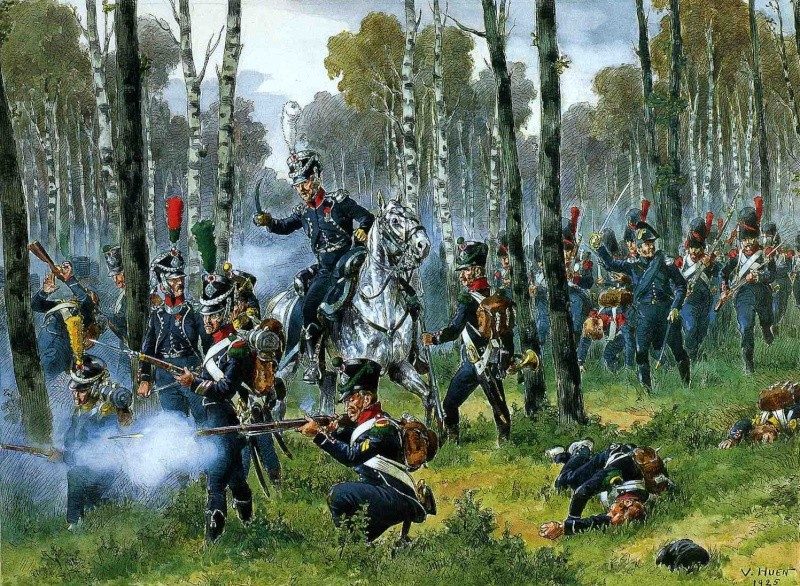
Leichte Infanterie (links)

Theoretisch war die leichte Infanterie für Operationen im schwierigen Gelände vorgesehen (im Wald, bei der Überquerung von Wasserläufen, in bergigem Gelände usw.), aber in der Praxis wurde sie als normale Linieninfanterie verwendet. Uniform, Bewaffnung, Ausrüstung, Ausbildung, Aufgaben und Organisation waren gleich der Linieninfanterie. Die Anzahl dieser leichten Regimenter hat anscheinend die 40 nicht überschritten. Jedes Regiment bestand aus 2 bis 3 Bataillonen (während der Herrschaft der Hundert Tage waren es fünf). Jedes Bataillon hatte sechs Kompanien, davon waren zwei sogenannte Elitekompanien (die Carabiniers-Kompanie und die Voltigeurs-Kompanie). Die Zentrumskompanien wurden Jägerkompanien genannt, sollten aber nicht mit den Jägern zu Fuß der kaiserlichen Garde verwechselt werden. Der Unterschied in der Uniformierung bestand aus den dunkelblauen Rabatten bei der leichten Infanterie, während die Linieninfanterie weiße Rabatten verwendete.
Die Carabiniers entsprachen den Grenadieren der Linie und trugen die gleichen roten Epauletten. Eine bestimmte Körpergröße war nicht von Belang. Vom Namen her sollten sie eigentlich mit einem Karabiner bewaffnet sein, führten aber meistens das normale Infanteriegewehr. Allerdings wurden sie aus den besten Schützen ausgewählt. Die Voltigeurs der leichten Infanterie wurden zum Vorbild für die der Linieninfanterie, die ein Jahr später aufgestellt wurden.

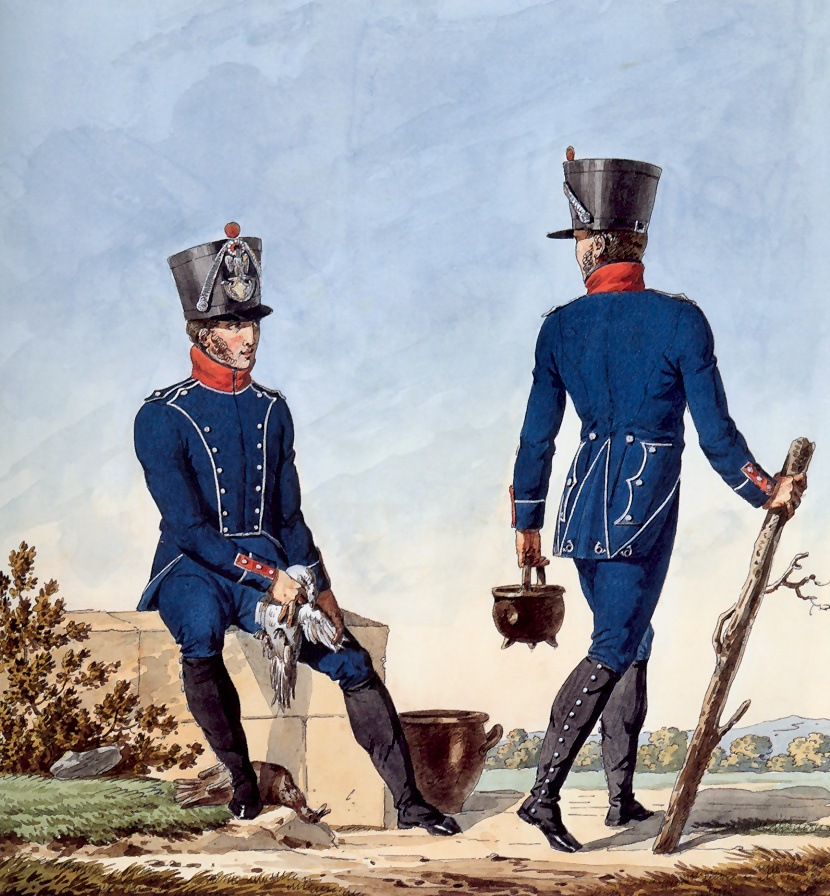
Jäger der leichten Infanterie
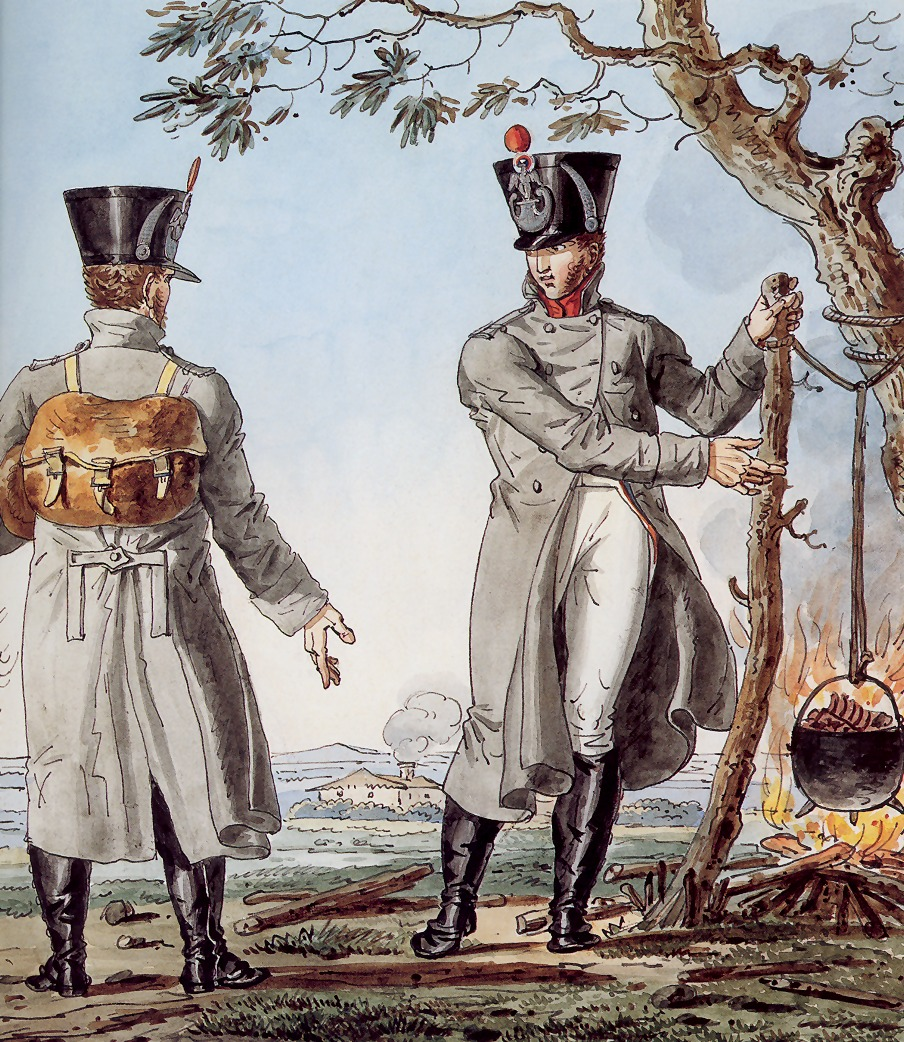
Offiziere im Wintermantel
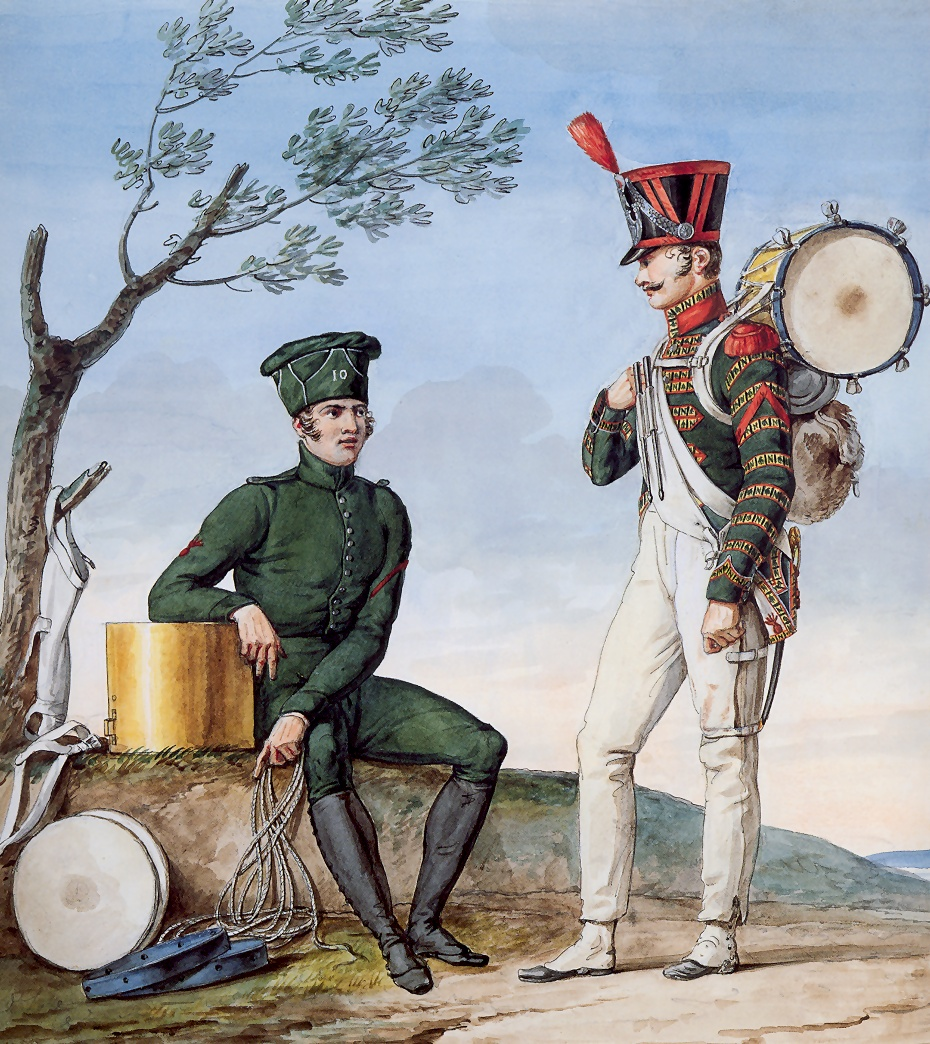
Trommler
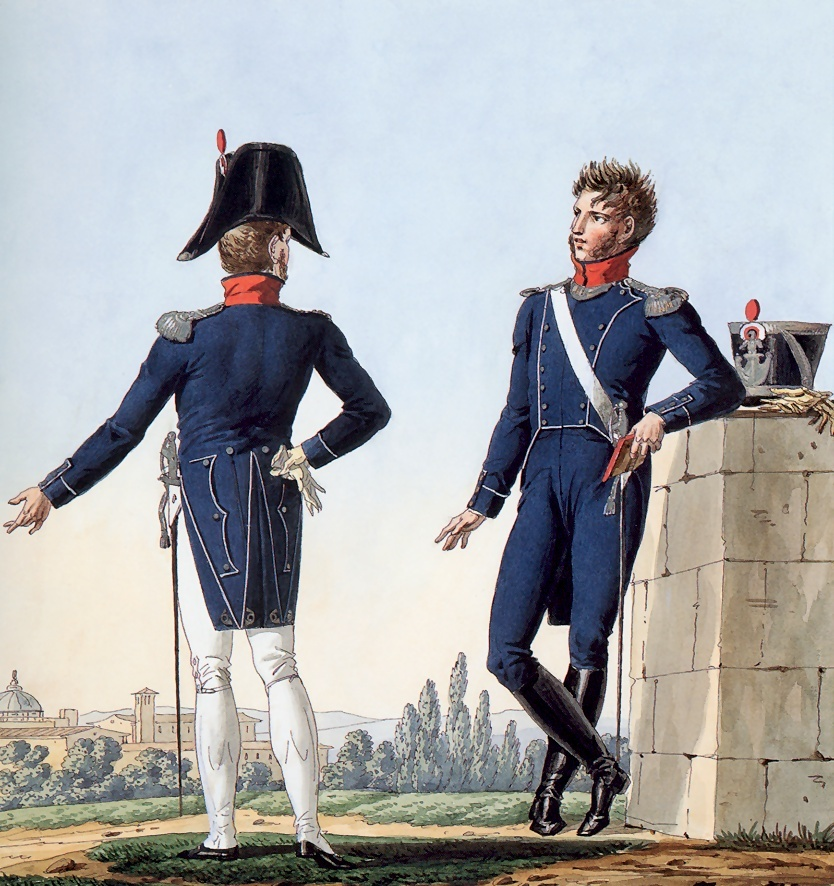
Offizier in Gesellschaftsuniform

### Infanterie der Garde

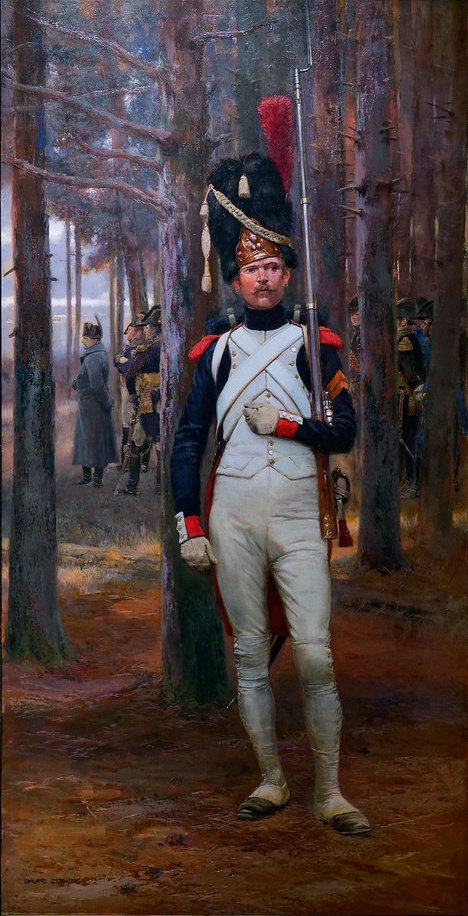
Grenadier à pied de la Garde impériale auf Posten (Gemälde von Édouard Detaille)

Die Gardeinfanterie war ursprünglich zum Schutz des Monarchen aufgestellt, wurde jedoch in der Praxis als Elitereserve eingesetzt. Sie bestand aus den Grenadiers (Grenadieren), Chasseurs (Jägern), (Tirailleurs) Schützen und den Voltigeurs (Plänklern). Die Regimenter der Grenadiere und der Jäger gehörten zur Alten Garde, allerdings werden sie auch von einigen Autoren der Mittleren Garde zugerechnet.
Die Grenadiere trugen eine Bärenfellmütze mit einem Messingschild, das den kaiserlichen Adler zeigte auf der Vorderseite. Dazu kamen versilberte Verschnürungen und ein roter Federstutz auf der linken Seite. Ein Schnurrbart war obligatorisch, ebenso war es üblich, an jedem Ohr einen goldenen Ring zu tragen. Eine Kompanie war 150 bis 200 Mann stark.
Aufnahmekriterien für die Grenadiere der Garde
Um in das 1. Regiment der Grenadiere der Garde aufgenommen zu werden, musste man sich durch Tapferkeit hervorgehoben haben, viele waren auch deshalb mit der Ehrenlegion ausgezeichnet.
Die Mindestgröße war mit 1,76 Meter festgelegt, was sich aber aus Mangel an solch großgewachsenen Menschen nicht einhalten ließ.
Weiterhin war ein zwölfjähriger Dienst in der kaiserlichen Armee vorgeschrieben, dazu sollte nach zehnjähriger Zugehörigkeit ein, nach 15 Jahren zwei und nach 20 Jahren drei Erinnerungswinkel auf dem Ärmel der Uniform getragen werden.
Die „Chasseurs á pied“ bildeten den anderen Teil der Alten Garde. Außer der Größe war das Auswahlverfahren weniger streng als bei den Grenadieren. Im Unterschied zu diesen befand sich an der Bärenfellmütze kein Messingschild. Der bekannteste der „Chasseurs à pied“ der Alten Garde ist zweifelsohne Général Pierre Cambronne wegen des Ausspruchs, den er am Ende der Schlacht bei Waterloo getan haben soll: Die Garde stirbt, aber sie ergibt sich nicht.
Die Tirailleurs und die Voltigeurs gehörten zur Jungen Garde, sie trugen einen Tschako.

## Kavallerie
Die Reiterei setzte sich aus der leichten Kavallerie (Cavalerie légère), der Linienkavallerie (Cavalerie de ligne) und der schweren Kavallerie (Cavalerie lourde) zusammen.
Ein Kavallerieregiment hatte einen Sollbestand von 800 bis 1.200 Reitern, aber durch große Verluste in den Kämpfen konnte der Bestand bis um 30 % zusammenschrumpfen.
Ein Regiment bestand aus drei oder vier Escadrons (manchmal aber auch aus sechs oder acht). Die Escadrons waren den Capitaines mit längerer Dienstzeit unterstellt. Jede Escadron war in zwei Kompanien unterteilt, von denen jede durch einen Capitaine kommandiert wurde. Jede Kompanie hatte einen Sollbestand von drei Offizieren, vier Unteroffizieren, vier Brigadiers, 74 Reitern und einem Trompeter. Diese Zahlen änderten sich leicht je nach dem Einheitstyp.

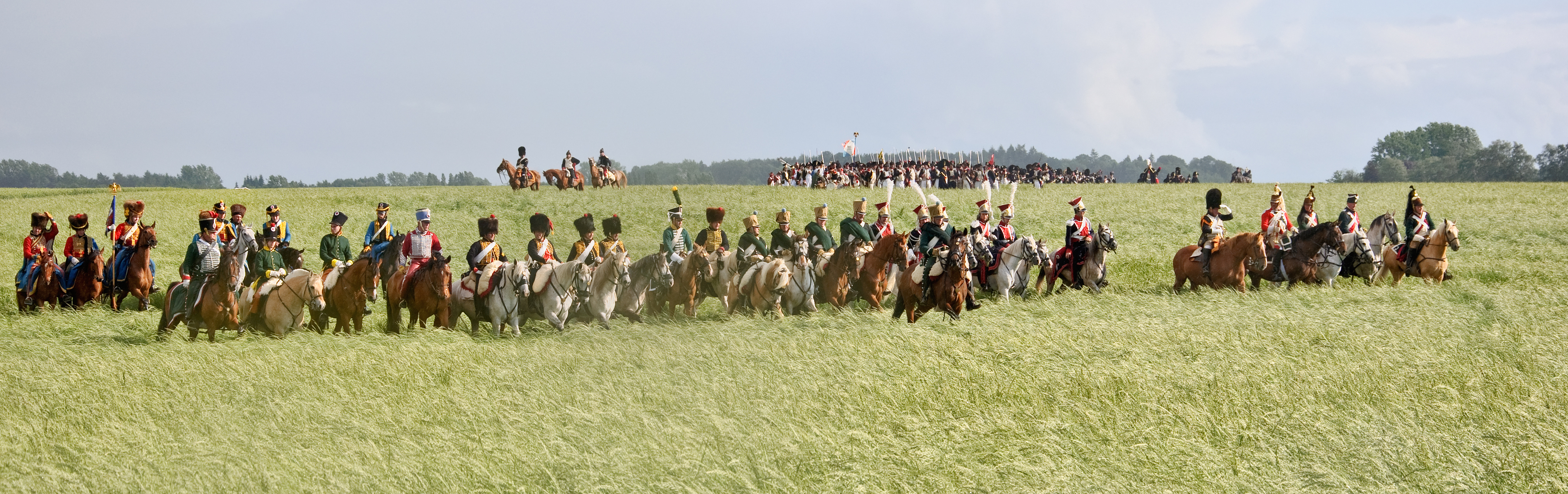
Französische Kavallerie während einer historischen Rekonstruktion der Schlacht bei Waterloo: Husaren, Chasseurs à cheval, Chevau-légers lanciers polonais, Grenadiers à cheval de la Garde impériale, Dragoner

### Cavalerie légère
Die leichte Kavallerie Napoléons bestand aus den Husaren, den Chasseurs à cheval und den Chevau-légers lanciers. Die leichte Kavallerie der Garde (Cavalerie de la Garde impériale) bestand aus den Lanciers polonais de la Garde impériale und den Lanciers rouges de la Garde impériale (wegen der roten Uniformen auch „Lanciers rouges“ genannt), dem Regiment der Lanciers lituaniens de la Garde impériale und dem Régiment chasseurs à cheval de la Garde. Zu letzterem gehörte eine Mamelukenescadron (Mamelouks de la Garde impériale), die aus türkischen Reitern bestand, die Napoléon von der Expedition nach Ägypten mitgebracht hatte und die orientalische Uniformen trugen.
Im Jahre 1813 wurden drei Regimenter Éclaireurs de la Garde impériale aufgestellt.
Die Pferde der leichten Kavallerie hatten ein Stockmaß von zwischen 149 und 153 Zentimetern. Die Farbe der Pferde war durch die Verwendung in der jeweiligen Escadron vorbestimmt:
1. Escadron: Rappen
2. Escadron: Braune
3. Escadron: Rotfüchse
4. Escadron: Grauschimmel
Auch bei der leichten Kavallerie der Linie gab es wie in der Gardekavallerie exotische Einheiten, die der Laune des Kaisers entsprungen waren, und keinen militärischen Wert besaßen, so zum Beispiel die Escadron der Chasseurs à cheval ioniens.

### Cavalerie de ligne
Die Linienkavallerie bestand aus den Lanciers und den Dragonern. Die Dragoner waren ursprünglich berittene Infanterie, wurden aber in Frankreich schon seit langem zur Kavallerie gezählt. Das „Régiment des dragons de la Garde“ wurde auch „Dragons de l’Impératrice“ (Dragoner der Kaiserin) genannt, da Joséphine de Beauharnais die Regimentschefin war.
Die Pferde dieser Regimenter sollten ein Stockmaß von 153 bis 155 Zentimetern haben.

### Cavalerie lourde
Die schwere Kavallerie der kaiserlichen Armee bestand aus den „Cuirassiers“ (Kürassieren), dem Régiment de carabiniers de la Garde impériale und dem Régiment de Grenadiers à cheval de la Garde impériale. Die Reiter mussten von robuster Statur sein, ihre ebenso stabilen und speziell ausgewählten Pferde mussten ein Stockmaß von zwischen 155 und 160 Zentimetern haben.
Es gab 14 Kürassierregimenter, deren Aufgabe es war, die feindlichen Infanterielinien zu durchbrechen und feindliche Kavallerie zu attackieren. Die Kürassiere waren durch den Kürass geschützt, der aus drei Millimeter dickem Eisenblech bestand und sieben Kilogramm wog. Er schützte den Oberkörper gegen Säbelhiebe und, allerdings nur bis zu einem gewissen Maße, gegen Gewehr- und Pistolenkugeln. Auf dem Kopf trug der Kürassier einen eisernen Helm mit einem Kamm, von dem, zum Schutz des Nackens, ein langer, schwarzer Pferdeschwanz herabhing. Bewaffnet war er mit einem Säbel, einer Pistolet und einer Muskete, die in der Regel auf dem Rücken hing.
Die Carabiniers, deren Aufgaben ähnlich denen der Kürassiere waren, trugen seit 1810 ebenfalls einen Kürass, allerdings aus gelbem Metall. Diese Ausstattung mit dem Kürass ging nach den schweren Verlusten im Kampf gegen österreichische Ulanen im Jahre 1809 auf eine Anordnung Napoléons zurück.

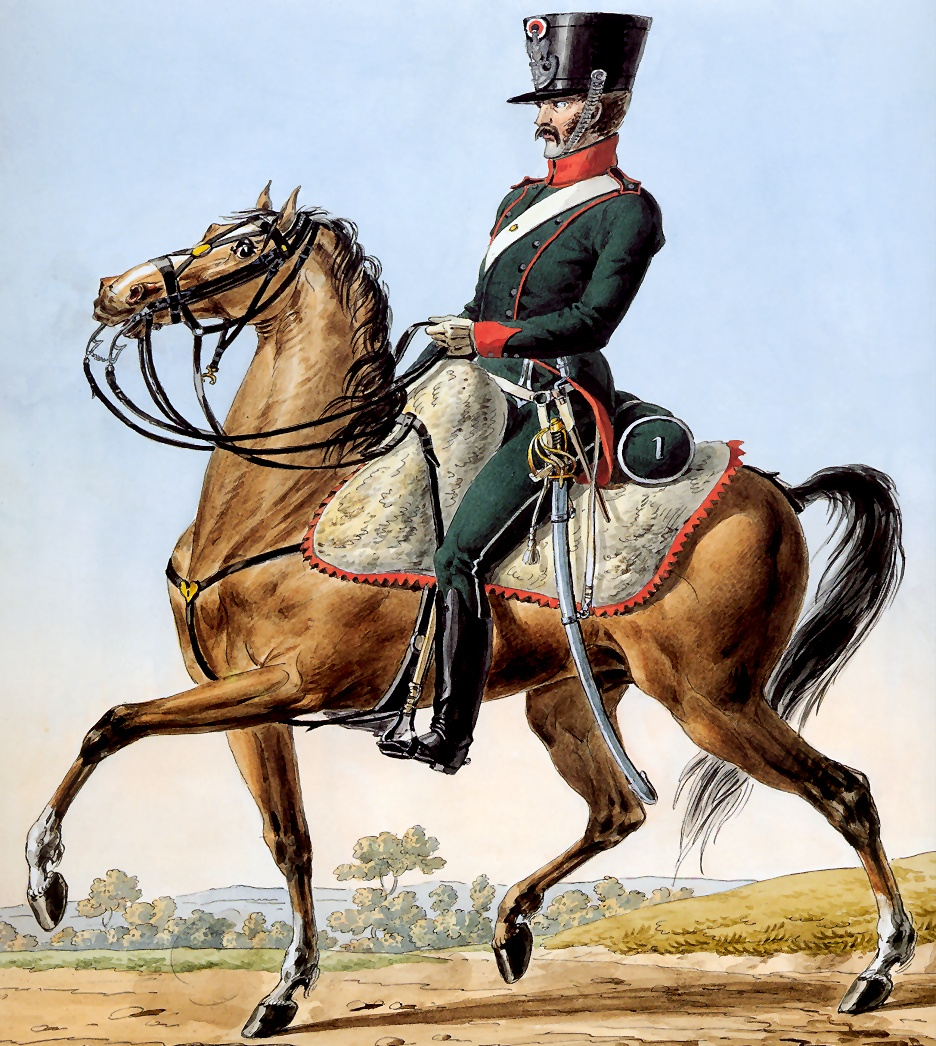
1er régiment de chasseurs à cheval
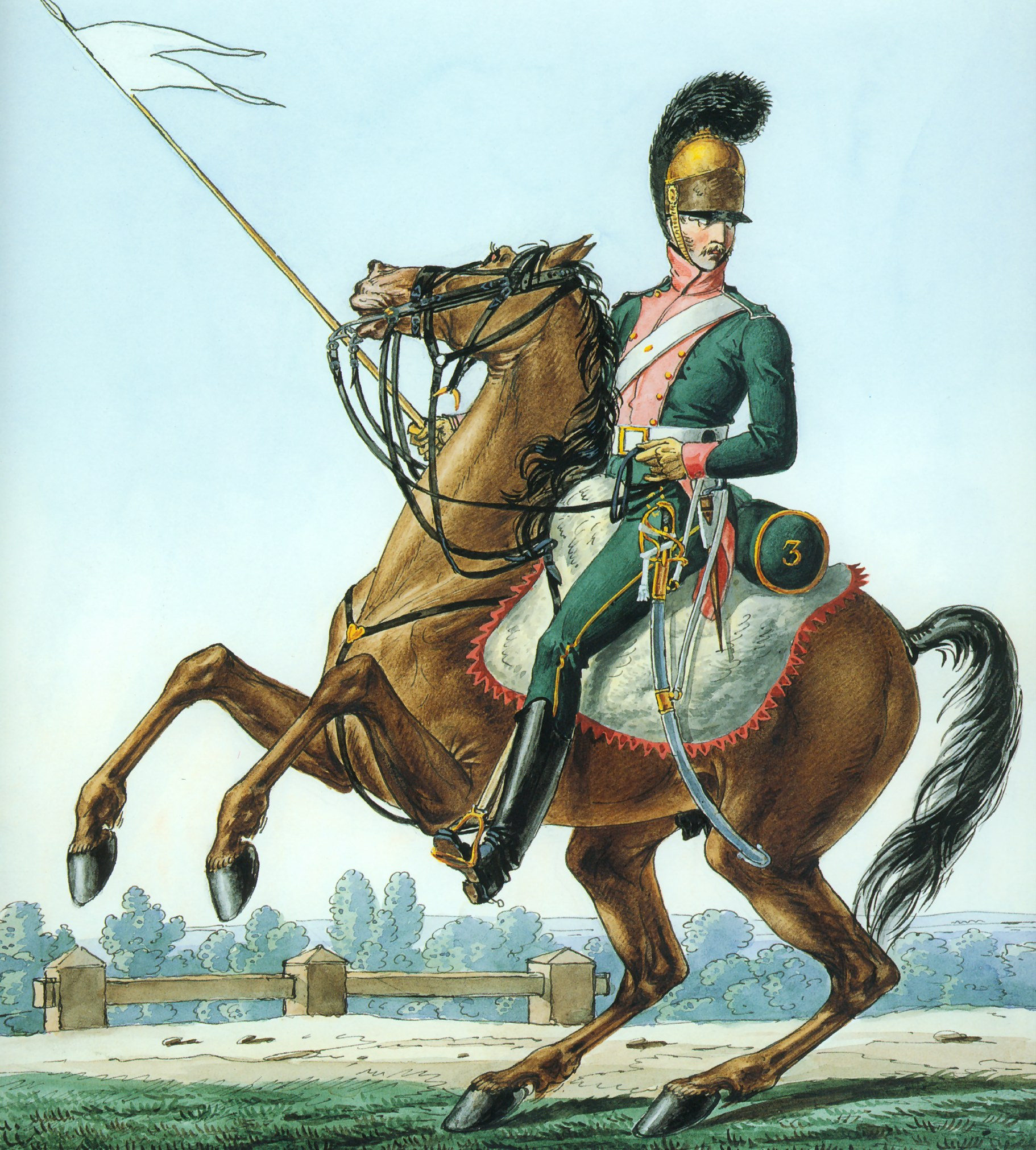
3e régiment de chevau-légers lanciers
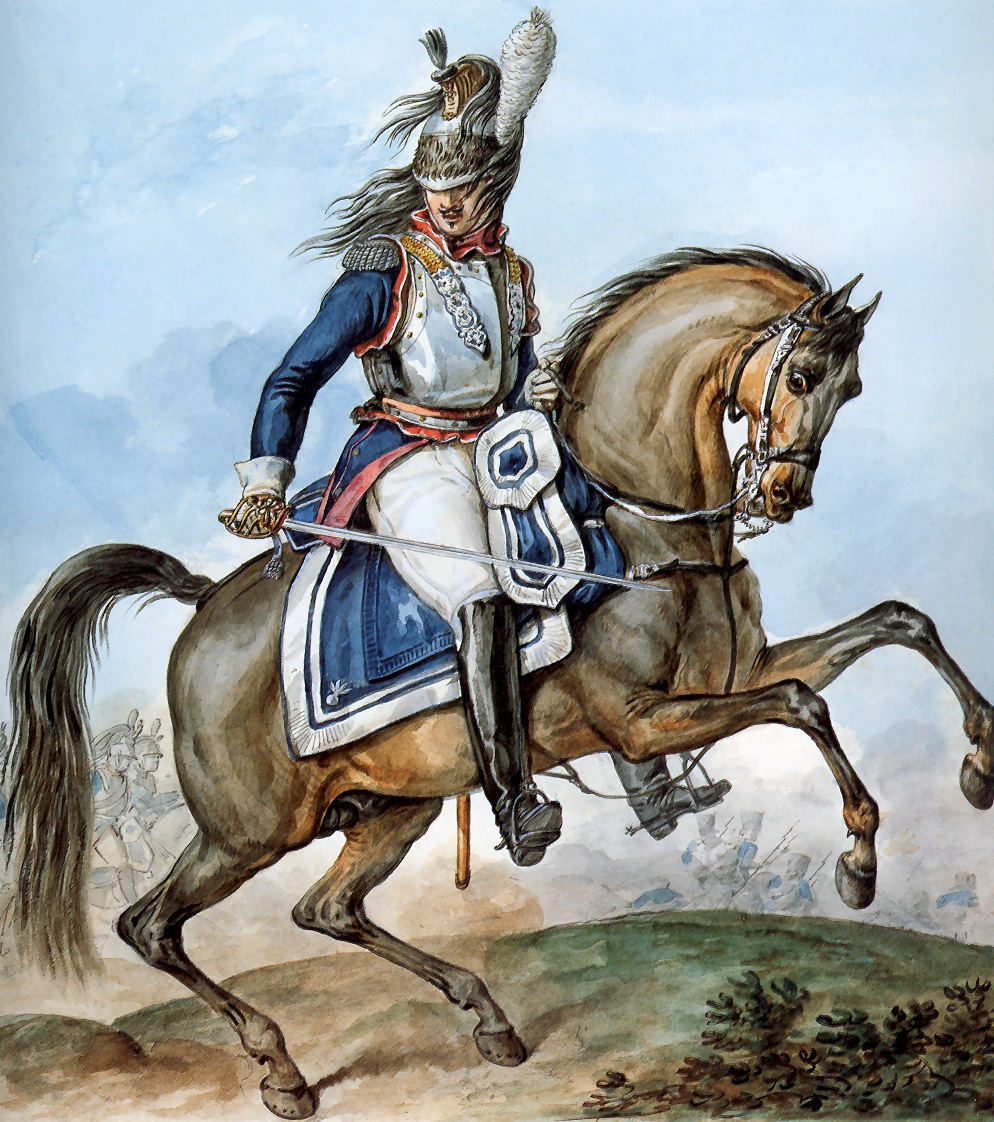
Colonel des 10e régiment de cuirassiers
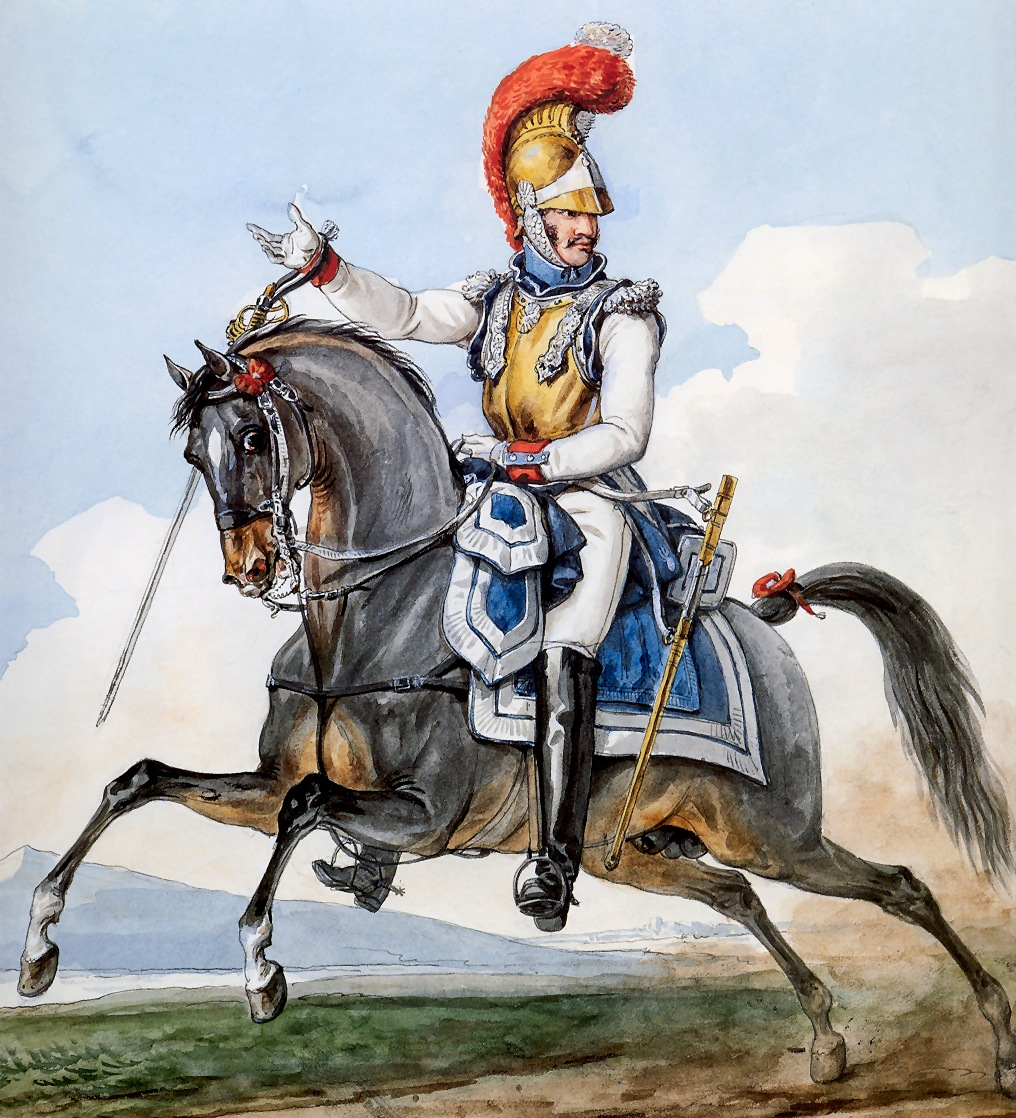
1er régiment de carabiniers

## Artillerie

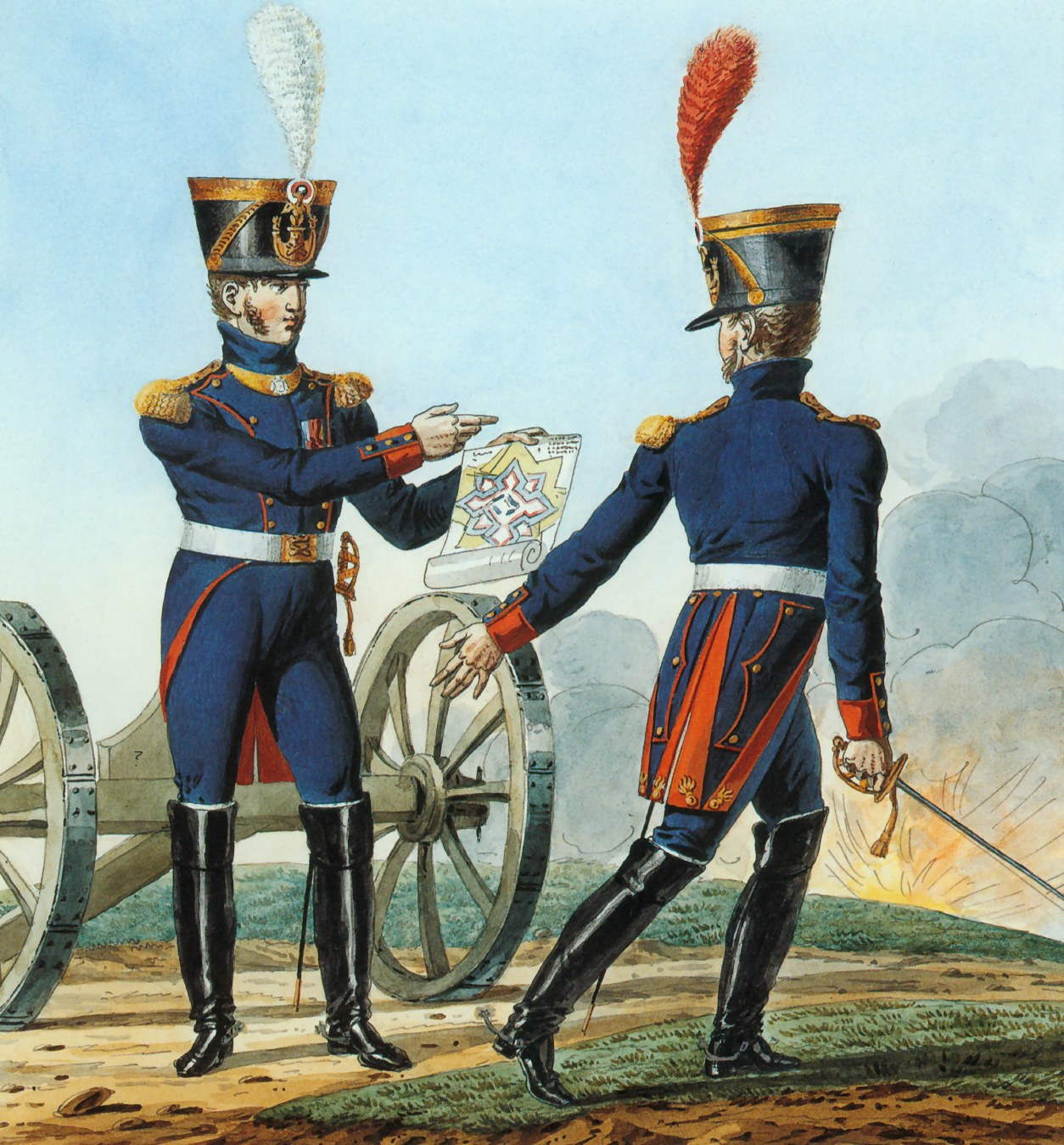
Colonel und Chef de bataillon der Artillerie

Die Artillerie Napoléons bestand aus drei Arten von Einheiten: „Compagnie d’artillerie à pied“ (Fußartilleriekompanie), „Compagnie d’artillerie à cheval“ (Berittene Artilleriekompanie) und „Compagnie du train“ (Trainkompanie). Verschiedentlich werden die Einheiten als Batterie bezeichnet, was aber nicht korrekt ist, da eine „Batterie“ aus mehreren Geschützen in Feuerstellung bestand. Das Personal der Fuß- und der Berittenen Artilleriekompanien war nur für den Einsatz der Geschütze verantwortlich. Der Transport oblag der Trainkompanie.
Die Fußartilleriekompanie war 120 Mann stark (1 Offizier, 10 Unteroffiziere und 106 Mannschaften). Die Soldaten hatten keine Reitpferde, sondern gingen zu Fuß.
Die Berittene Kompanie war 100 Mann stark (4 Offiziere, 10 Unteroffiziere und 86 Mannschaften). Jeder Mann war beritten.
Die Trainkompanie hatte einen Sollbestand von 141 Mann (1 Offizier, 14 Unteroffiziere und 126 Mannschaften). Sie verfügte über 20 Reitpferde und 230 Zugpferde.
Die Zugpferde sollten nach Möglichkeit nicht im unmittelbaren Bereich der Schlacht belassen werden.
Die Artilleriegeschütze waren 4-, 6-, 8- oder 12-Pfünder und Mörser vom Kaliber 5 oder 6 Zoll.
Eine Batterie in Feuerstellung der Fußartillerie bestand aus sechs Kanonen und zwei Mörsern, eine Berittene Batterie bestand aus 4 Kanonen und 2 Mörsern.
Zum Ziehen einer Kanone oder eines Mörsers wurden vier Pferde eingesetzt, für einen 12-Pfünder aber sechs Pferde. Die Munitionskarren wurden ebenfalls von vier Pferden gezogen. Pro Kanone waren drei Munitionskarren vorgesehen.